# Maurice Challe (1911-1945)
Pour les articles homonymes, voir Maurice Challe.
Maurice Louis Marie Pierre Challe, né le 28 juin 1911 à Reims (Marne) et mort pour la France le 27 mars 1945 à Pillau (province de Prusse-Orientale), était un aviateur militaire français, as de l'aviation dans le Régiment de chasse Normandie-Niémen durant la Seconde Guerre mondiale.

## Biographie
Le 8 juin 1944 pendant l'opération Bagration Maurice Challe abats malencontreusement un pilote du 18ème régiment de la Garde, le lieutenant Arkhipov, alors qu'il pensait abattre un avion allemand. Cet évènement est le fruit d'animosités entre les deux groupes de pilotes et des mesures sont nécessaires pour éviter des représailles. Maurice est terriblement impacté par cet évènement et est rongé de remords, il décide de se racheter en abattant le plus d'ennemis possible et il décroche sa première victoire aérienne quelques jours plus tard. Il se jette a corps perdu dans les engagements et vole très agressivement au mépris de sa propre vie. Il totalise 10 victoires aériennes de cette manière et est décoré de l'ordre de la guerre patriotique d'abord seconde puis première classe. Le 27 mars 1945 il apprend qu'une importante formation allemande est repérée non loin de là et il fonce dans son avion et décolle seul pour intercepter les allemands. Il ne reviendra jamais de cette mission suicide. Lors de son enterrement l'officier de liaison soviétique déclare que les accidents peuvent arriver au combat et que les pilotes russes l'avaient pardonné il y a déjà un moment.

## Distinctions
- Chevalier de la Légion d’honneur
- Médaille militaire
- Ordre du Drapeau rouge (Union soviétique)
- Ordre de la Guerre pour le Salut de la Patrie (URSS)